# Corynoptera serena
Corynoptera serena är en tvåvingeart som först beskrevs av Johannes Winnertz 1868.  Corynoptera serena ingår i släktet Corynoptera och familjen sorgmyggor.
Artens utbredningsområde är Ukraina. Inga underarter finns listade i Catalogue of Life.